# (7609) 1995 WX3
A (7609) 1995 WX3 a Naprendszer kisbolygóövében található aszteroida. Yoshisada Shimizu és Urata Takesi fedezte fel 1995. november 18-án.